# Albano, Sigtuna kommun
Albano är en småort i Lunda socken i Sigtuna kommun i Stockholms län, belägen öster om Stockholm Arlanda Airport.